# 诺森多夫
诺森多夫（德語：Nossendorf）是德国梅克伦堡-前波美拉尼亚州的市镇，隶属于梅克伦堡湖区县。总面积为35.13平方千米，截至2023年12月31日总人口为665人。